# Маузолеј Момине Хатун
Маузолеј Момине Хатун (азер. Möminə Xatun türbəsi) се налази у Нахчивану, престоници АР Нахчиван у Азербејџану.
Маузолеј у Нахчивану је номинован за Унеско-ву светску баштину, 1998. године на предлог архитекте Гулнара Мехмандарова — председника Азербејџанског комитета ICOMOS .

## Историја
Изградио га је илдигузидски атабег Мухамад Палаван (1175-1186), у част своје прве жене, Момине Хатун. Завршен је 1186-1187. што је наведено на калиграфској табли на улазу. Архитекта је био Аџами Нахчивански, који је такође изградио и маузолеј Јусуф ибн Касејир. Маузолеј је вероватно изграђен са медресом: цртежи и фотографије објекта из деветнаестог века потврђују да је постојала као део верског и образовног комплекса који више не постоји.
Маузолеј је обновљен у периоду од 1999. до 2003, као део подршке културној баштини Азербејџана од стране Светске банке. Маузолеј се налазио на банкноти од 50.000 маната у периоду од 1996. до 2006.

## Опис
Маузолеј је десетоугаони торањ, сазидан од цигли, висине око 25 m. Изграђен је изнад гробнице и лежи на плиткој основи направљеној од великих блокова црвеног диорита. Раван кров на тапетарном, десетоугаоном тамбуру покрива незнатно истакнуту унутрашњу куполу. Улаз у маузолеј се налази на источној страни. Постоји посебан улаз у гробницу, чији засвођени плафон лежи на велики централни стуб од цигли. На чврстим зидине зидинама маузолеја налазе се два мала прозора на западној страни, са додатним прозором изнад главног улаза. Спољашњост је украшена изрезбареним геометријским мотивима на цигли, који су истакнути тиркизним плочицама.
Маузолеј Момине Хатун је типичан представник нахчиванске архитектуре средњег века. Нахчивански стил се разликовао од Ширванског стила, који је преовладавао у Апшерском рејону, који је карактерисала употреба опеке као основног грађевинског материјала и употреба обојених, нарочито тиркизних емајлираних плочица, за декорацију.